# Эммонс (округ)
Округ Эммонс (англ. Emmons County) располагается в штате Северная Дакота, США. Официально образован в 1879 году. По состоянию на 2013 год, численность населения составляла 3486 человека.

## География
По данным Бюро переписи США, общая площадь округа равняется 4 027,454 км2, из которых 3 910,904 км2 — суша, и 45,000 км2, или 2,880 % — это водоёмы.

## Население
По данным переписи населения 2000 года в округе проживает 4331 житель в составе 1786 домашних хозяйств и 1241 семья. Плотность населения составляет 1,00 человек на км2. На территории округа насчитывается 2168 жилых строений, при плотности застройки около 1,00-го строения на км2. Расовый состав населения: белые — 99,05 %, афроамериканцы — 0,05 %, коренные американцы (индейцы) — 0,14 %, азиаты — 0,16 %, гавайцы — 0,18 %, представители других рас — 0,30 %, представители двух или более рас — 0,12 %. Испаноязычные составляли 1,15 % населения независимо от расы.
В составе 27,20 % из общего числа домашних хозяйств проживают дети в возрасте до 18 лет, 61,00 % домашних хозяйств представляют собой супружеские пары, проживающие вместе, 4,40 % домашних хозяйств представляют собой одиноких женщин без супруга, 30,50 % домашних хозяйств не имеют отношения к семьям, 28,40 % домашних хозяйств состоят из одного человека, 16,40 % домашних хозяйств состоят из престарелых (65 лет и старше), проживающих в одиночестве. Средний размер домашнего хозяйства составляет 2,38 человека, и средний размер семьи 2,92 человека.
Возрастной состав округа: 24,80 % — моложе 18 лет, 3,70 % — от 18 до 24, 22,30 % — от 25 до 44, 23,60 % — от 45 до 64, и 23,60 % — от 65 и старше. Средний возраст жителя округа — 44 года. На каждые 100 женщин приходится 101,70 мужчин. На каждые 100 женщин старше 18 лет приходится 100,90 мужчин.
Средний доход на домохозяйство в округе составлял 26 119 USD, на семью — 31 857 USD. Среднестатистический заработок мужчины был 23 235 USD против 15 590 USD для женщины. Доход на душу населения составлял 14 604 USD. Около 14,70 % семей и 20,10 % общего населения находились ниже черты бедности, в том числе — 23,40 % молодежи (тех, кому ещё не исполнилось 18 лет) и 24,60 % тех, кому было уже больше 65 лет.